# Shinninshiki
Die Shinninshiki (jap. 親任式, Kaiserliche Investitur) ist die formelle Amtseinführungszeremonie durch den Tennō für den vom Parlament bestimmten japanischen Premierminister oder den vom Kabinett bestimmten Präsidenten des Obersten Gerichtshofs.
Im Kaiserreich, als der Tennō Oberhaupt des Staates und Inhaber der Staatsgewalt war und z. B. die Staatsminister auch ihm verantwortlich waren, gab es ebenfalls eine Shinninshiki unter anderem für Minister, Generale und Admirale. Derartig Ernannte wurden Shinninkan (親任官) genannt.

## Heutiger Ablauf
Nach der Ankunft des zu Ernennenden am Hof – üblicherweise im Kaiserpalast Tokio – präsentiert der amtierende Premierminister die Ernennungsurkunde dem Tennō. Dann erscheint der Tennō mit Hofbeamten im Saal, der zu Ernennende tritt vor ihn, der Tennō spricht eine Ernennungsformel und der amtierende Premierminister überreicht die Ernennungsurkunde. Der Ernannte weicht zurück, Tennō und Hofbeamte verlassen den Saal, dann die übrigen Teilnehmer der Zeremonie.
Bei der Ernennung des Premierministers, der die Minister einsetzt und dem japanischen Kabinett vorsitzt, sind die Präsidenten der beiden Parlamentskammern, Shūgiin und Sangiin, anwesend. Wird der amtierende Premierminister selbst zum Premierminister ernannt, übernimmt ein anderer Staatsminister die Rolle des Premierministers in der Ernennungszeremonie.